# 드레스드너방크

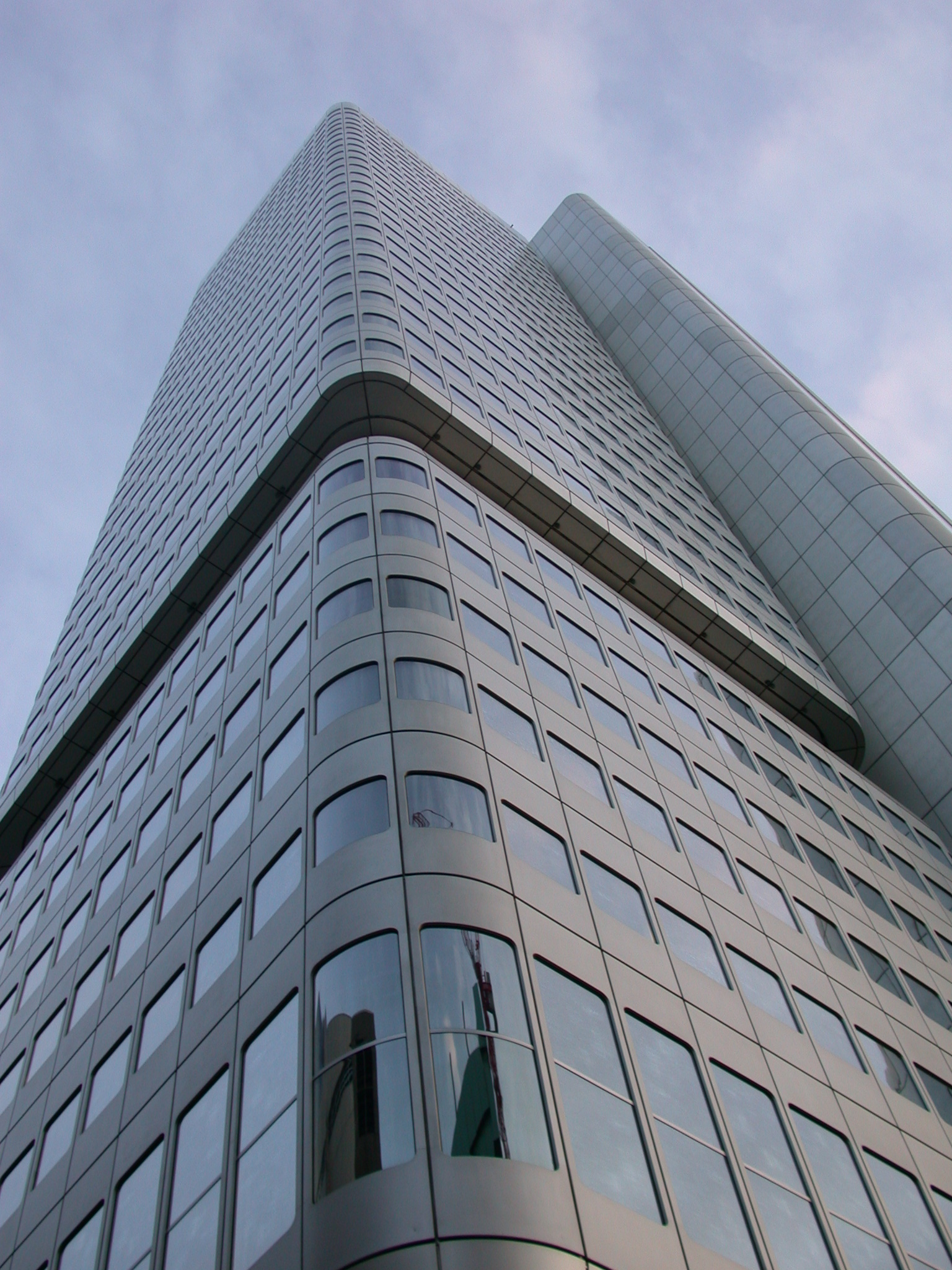

드레스드너방크(Dresdner Bank)는 프랑크푸르트암마인에 위치했던 독일의 은행이다. 독일 최대의 금융 기업들 중 하나였으며 2009년 5월 경쟁 기업 코메르츠방크에 인수되었다.
이 은행은 1872년 11월 12일 사설 은행 두 곳 Michael Kaskel과 Bernhard Gutmann의 사업 방향 전환을 통해 설립되었다.

## 같이 보기
- 홀로코스트
- 뉘른베르크법